# Chauny Communal Cemetery British Extension
Le  Chauny Communal Cemetery British Extension  est un cimetière militaire britannique de la Première Guerre mondiale, situé sur le territoire de la commune de Chauny, dans le département de l'Aisne, au nord-est de Laon.

## Localisation
Ce cimetière est situé au centre de la ville de Chauny, Rue Ernest Renan. Il jouxte le cimetière communal et deux autres cimetières militaires: Le cimetière allemand de Chauny et la Nécropole nationale de Chauny.

### Histoire

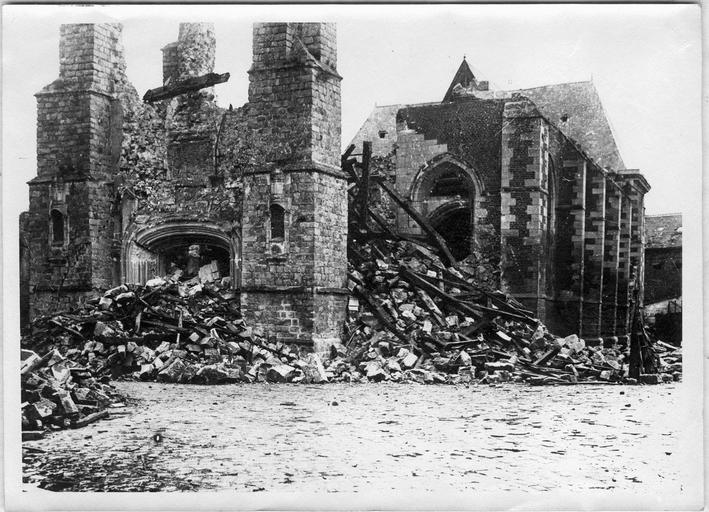
Chauny: l'église Saint-martin après les explosions d'obus.

L'extension du cimetière communal de Chauny (communal cemetery extension) a été édifiée après l'Armistice et contient mille six tombes (986 Britanniques et 20 Canadiens), dont 437 ne sont pas identifiés. 

La très grande majorité des hommes inhumés ici ont été tués en 1918 mais quelques-uns sont également tombés lors des premiers combats d'août 1914

### Caractéristiques
Ce  cimetière a un plan trapézoïdal.

Il est entouré d'un muret de moellons sur deux côtés.

### Galerie

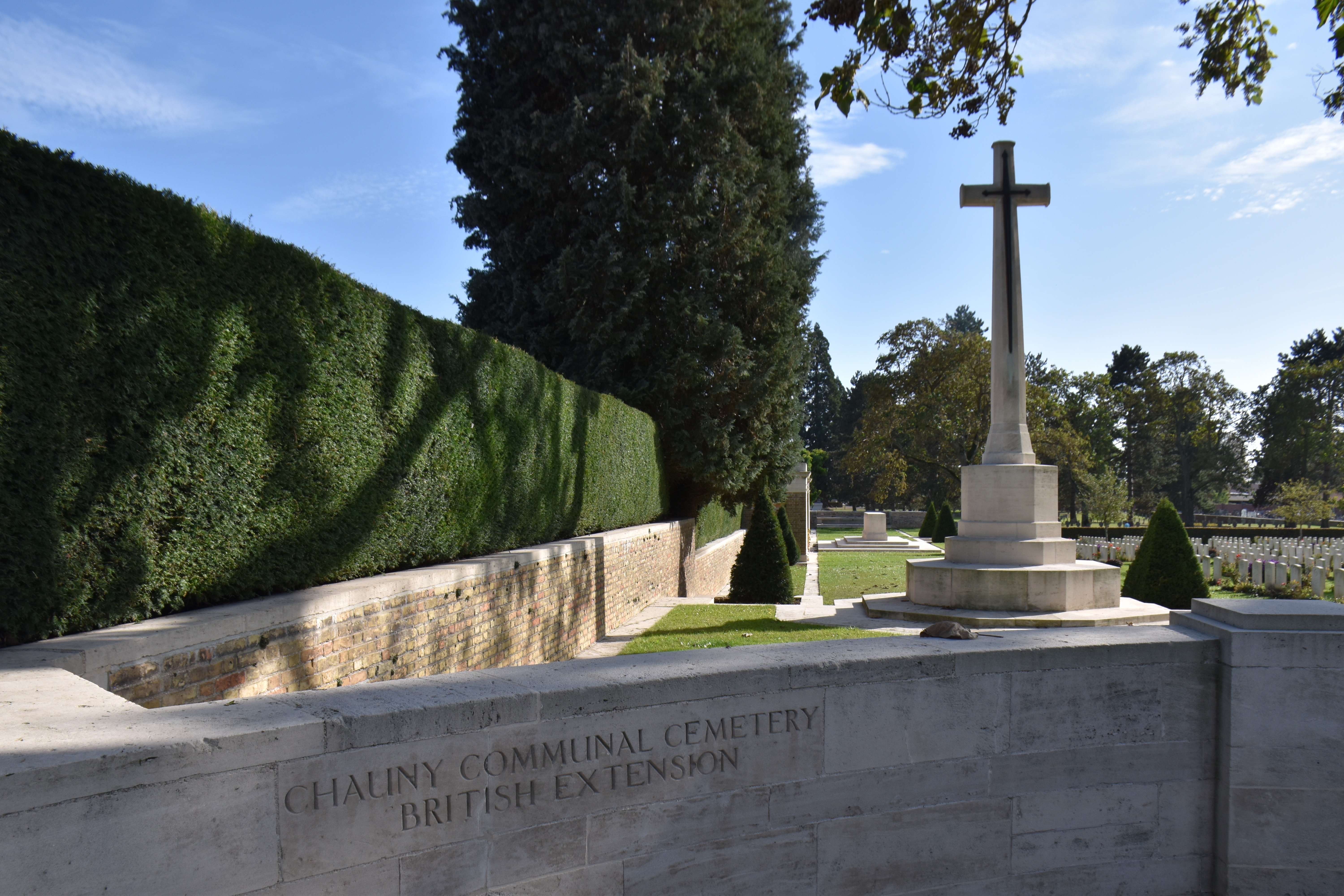
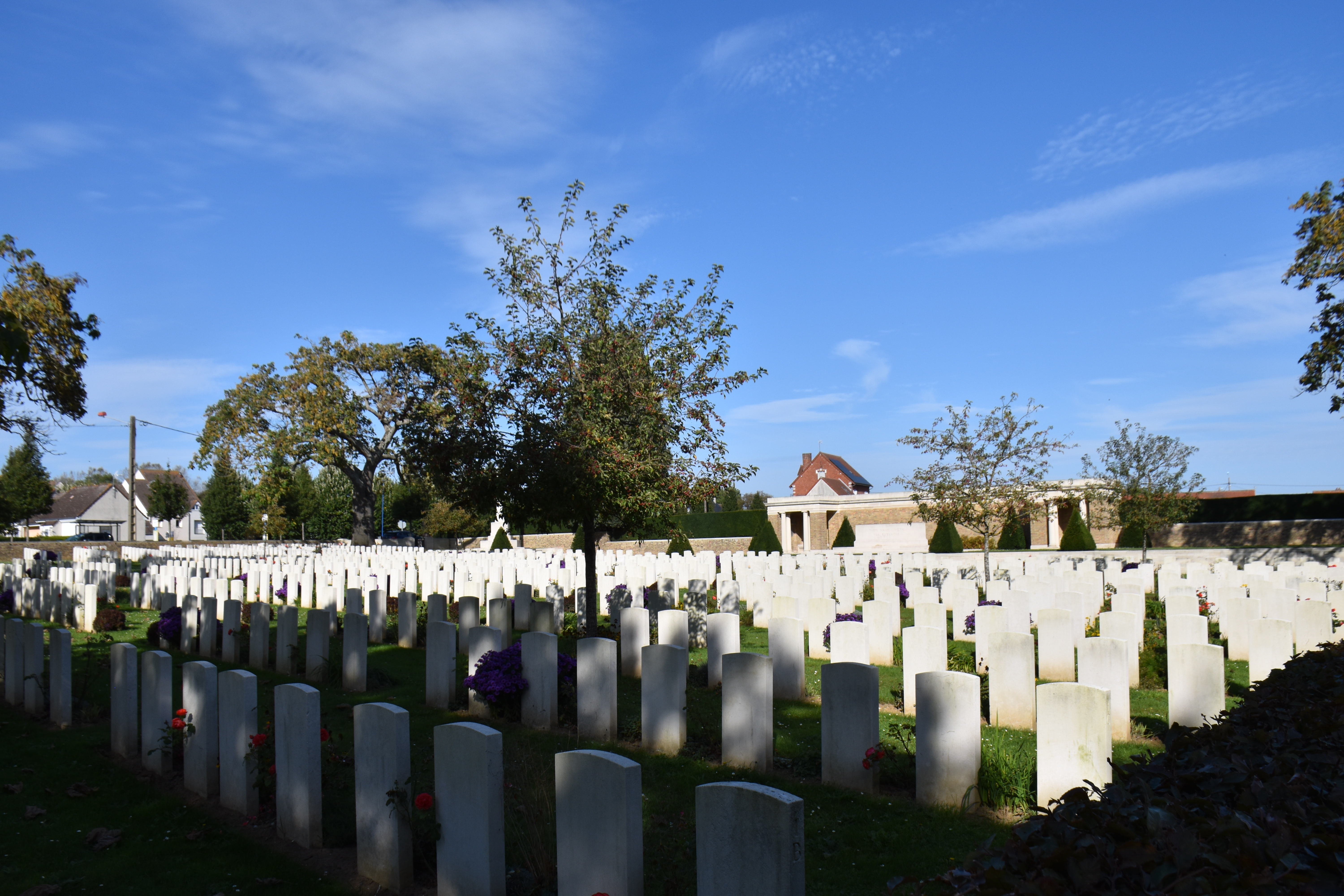
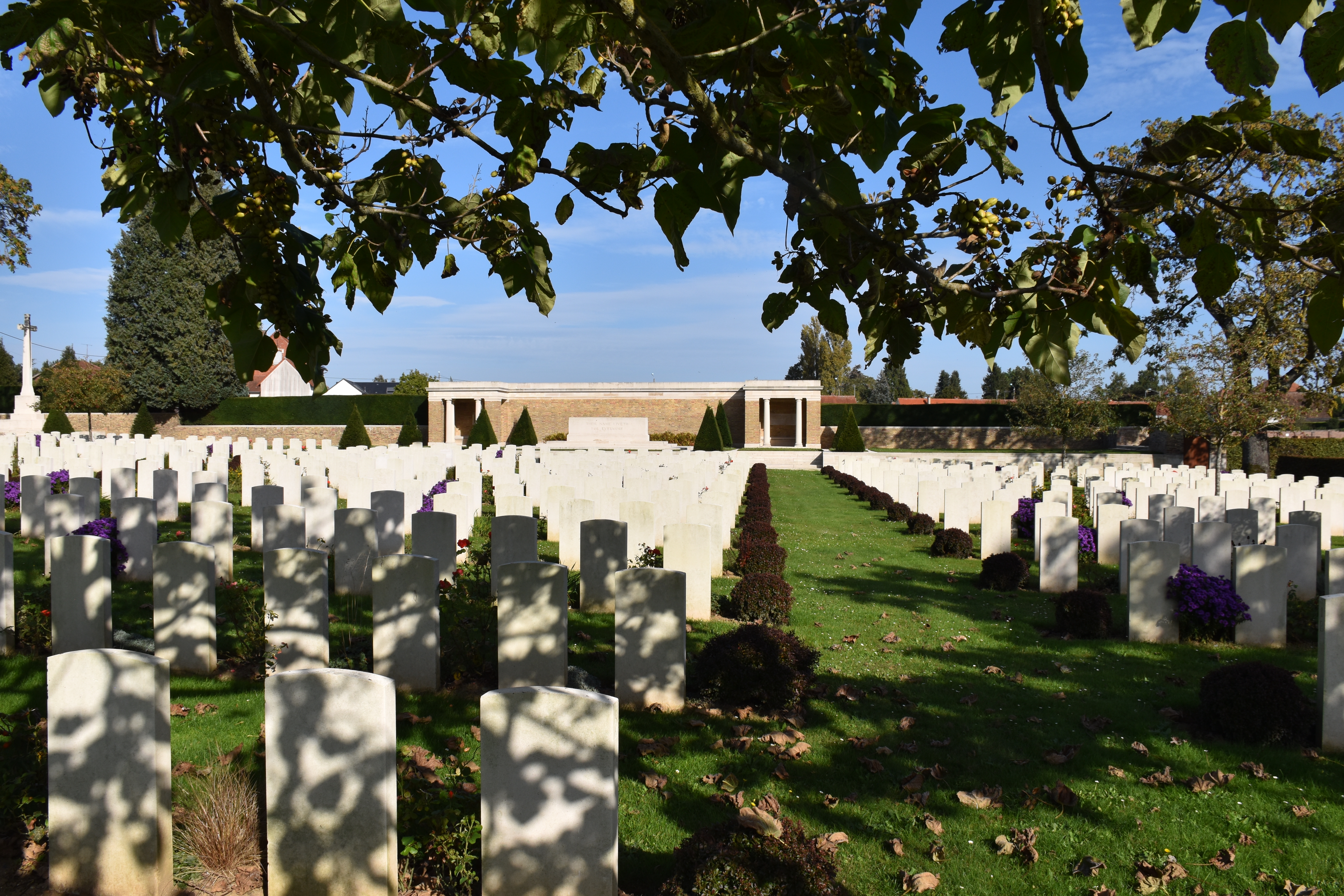
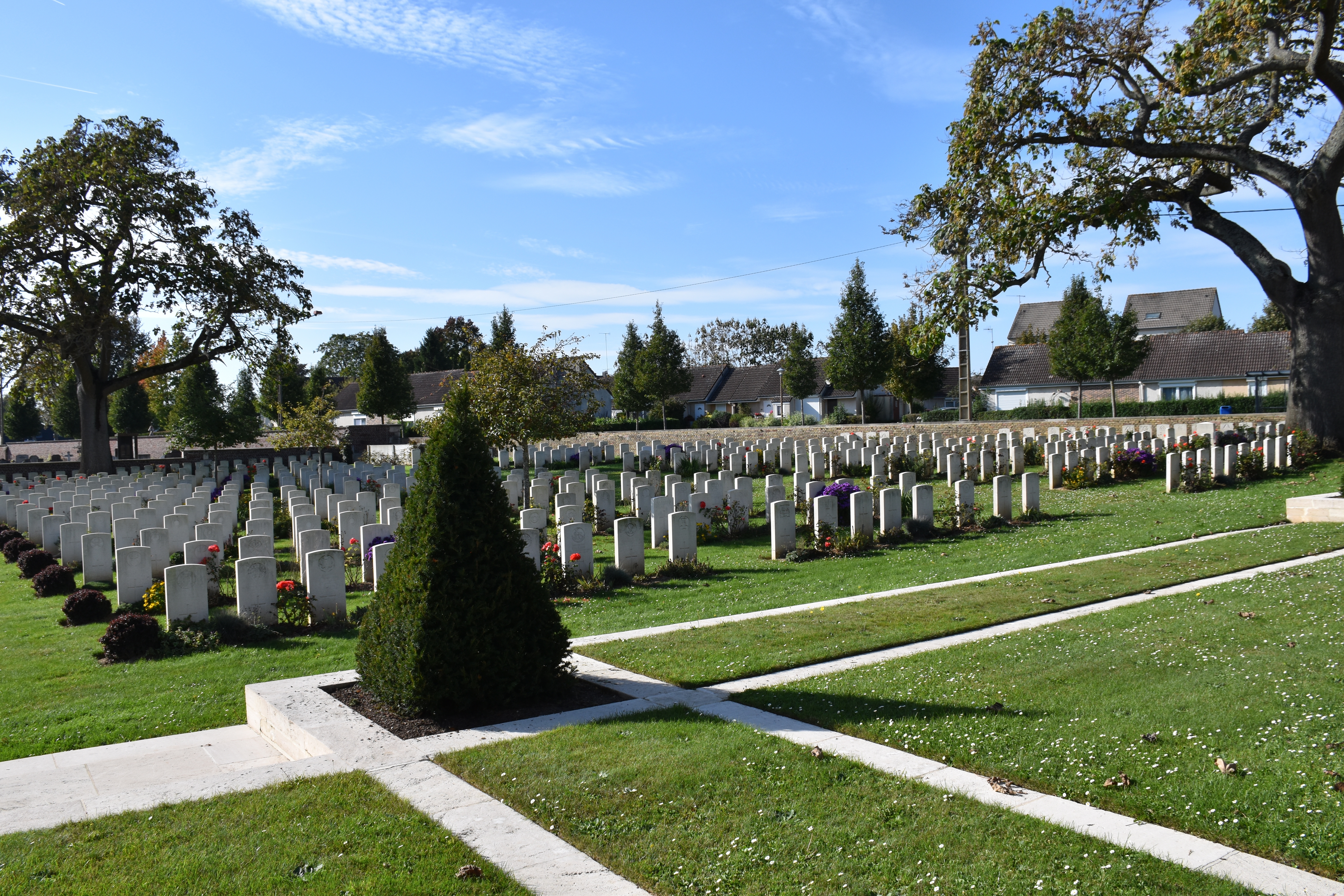
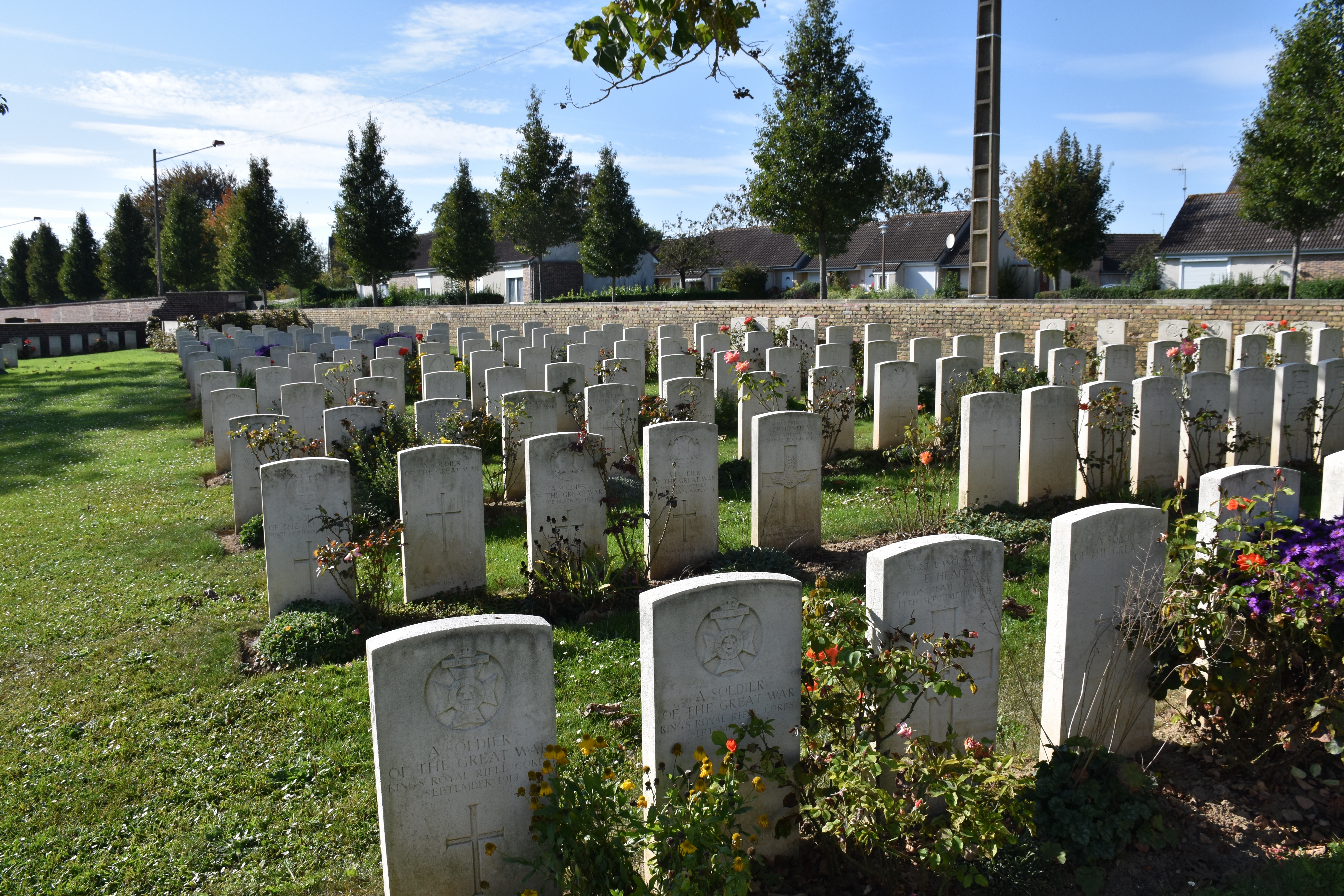
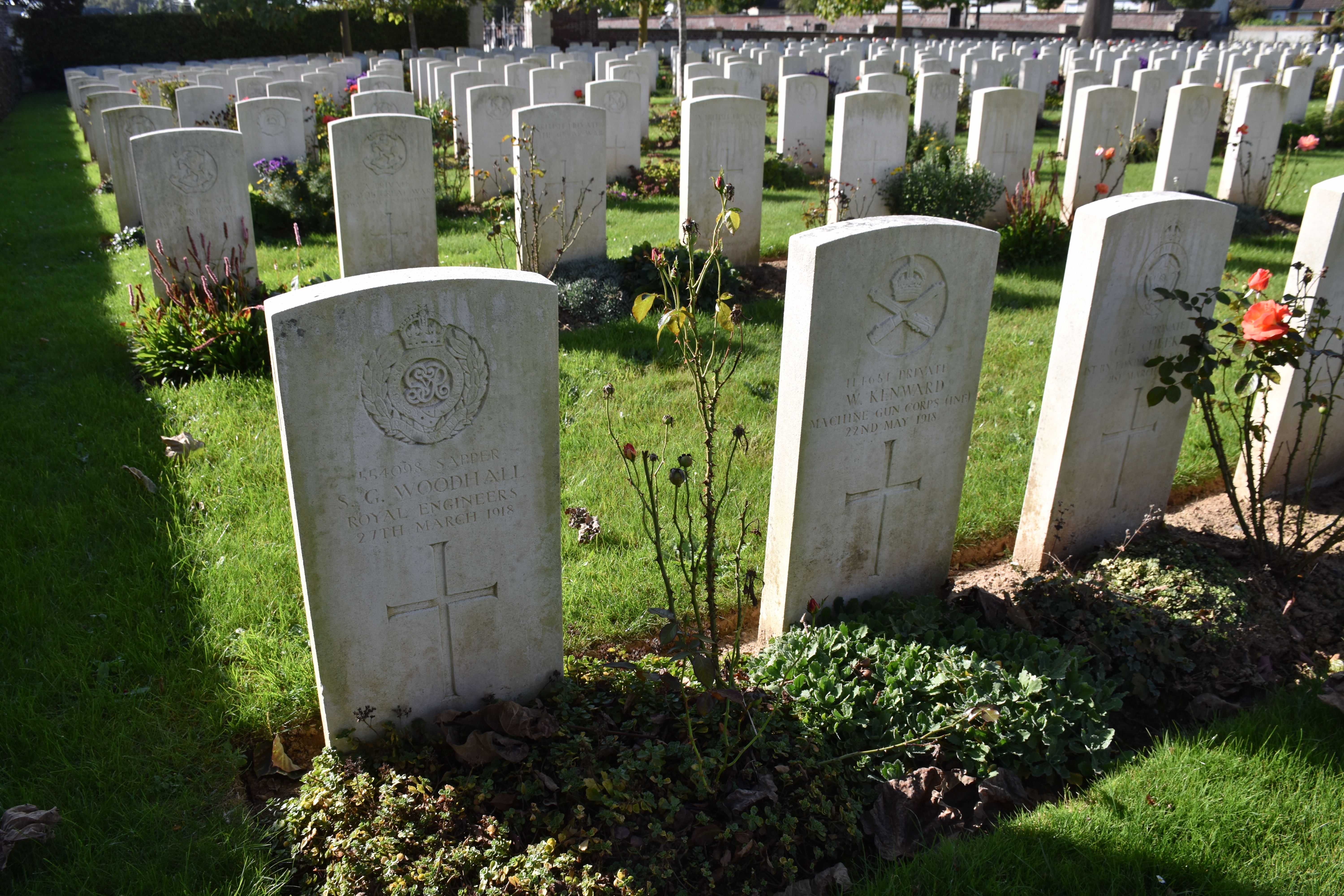

### Sépultures
| Pays        | Sépultures |
| ----------- | ---------- |
| Royaume-Uni | 986        |
| Canada      | 20         |
| Total       | 1006       |